# حرف ندا
حرف ندا یا صوت حرفی است که برای صدا زدن و خواندنِ کسی یا چیزی به‌کار می‌رود. حروف ندا در زیرمجموعهٔ «نقش‌نماها» قرار می‌گیرند و پرکاربردترینِ آنها در زبان فارسی عبارتند از: ای، یا (برگرفته از عربی)، آی، ا.
همچنین در اوستا و زبان پهلوی واژه اهلا ک هنوز در پارسی امروزه الا گفته میشود به نام واژه ندا بکار میرفته است ، حروف ندا بر سرِ بعضی اسم‌ها درمی‌آیند و از این نظر که قبل یا بعد از آن بیایند، به دو دسته تقسیم می‌شوند:
1. حروفی که قبل از اسم می‌آیند، مانند: یا، ای
2. حرفی که بعد از اسم می‌آید: ا.

| اسم    | حرف ندا | مثال      |
| ------ | ------- | --------- |
| دوستان | ای      | ای دوستان |
| مردم   | آی      | آی مردم   |
| علی    | یا      | یا علی    |

| اسم  | حرف ندا | مثال  |
| ---- | ------- | ----- |
| خدا  | ا       | خدایا |
| حافظ | ا       | حافظا |

به اسمی که مورد ندا قرار می‌گیرد منادا می‌گویند؛ مثلاً در مثال‌های بالا، کلمات «خدا، مردم، علی، حافظ، دوستان» منادا هستند.
همچنین باید گفت که از حروف ندا برای ضمیرها کمتر استفاده می‌شود:
نظامی:
| می به دهن کرد و چو می می‌گریست |  | کای منِ بیچاره مرا چاره چیست؟ |

مولوی:
| ای تو کرده ظلم‌ها چون خوشدلی |  | از تقاضای مکافی غافلی |

اسم اگر مورد ندا واقع شود، چه با حروف ندا بیاید و چه نیاید، در حکم شبه‌جمله است.